# 기요노촌 (야마나시현)
기요노촌(清野村)은 야마나시현 히가시야쓰시로군에 있던 촌이다. 현재의 후에후키시에 해당한다.

## 역사
- 1889년 7월 1일 - 정촌제 시행에 의해 기요노촌이 단독으로 지자체를 형성하였다.
- 1903년 9월 25일 - 구니타치촌, 이치오촌과 합병해 이치노미야촌이 성립하여, 동일 기요노촌은 폐지되었다.

## 교통

### 도로
- 고슈 가도 (현・국도 제411호선)

## 참고문헌
- 角川日本地名大辞典 19 山梨県